# Viviers-sur-Chiers
Viviers-sur-Chiers – miejscowość i gmina we Francji, w regionie Grand Est, w departamencie Meurthe i Mozela.
Według danych na rok 1990 gminę zamieszkiwało 561 osób, a gęstość zaludnienia wynosiła 35 osób/km² (wśród 2335 gmin Lotaryngii Viviers-sur-Chiers plasuje się na 552. miejscu pod względem liczby ludności, natomiast pod względem powierzchni na miejscu 301.).